# 張希夏
張希夏（？—17世紀），平陽府蒲州人，明朝、南明政治人物。

## 生平
張希夏是崇禎元年（1628年）的進士，歷任平原知縣、禮科給事中，上疏文武薦舉冒濫，請求禁止。之後轉為吏科給事中，又請求地方的督撫司道有欺騙卸責都交由吏科處理。趙之龍推薦陳爾翼，張希夏疏言祖制禁止廢臣入國，趙之龍此舉藐視君主；楊兆升復官，之英請求襲封臨安伯，他亦上表不可襲封。其時大臣經常尋求報復，張希夏表示光復大業才是大翻案，消滅敵寇才是真報仇，未獲理會。弘光年間擢任太常少卿，後事不詳。

## 引用
1. 1 2  錢海岳《南明史·卷三十二·列傳第八》：張希夏，蒲州人。崇禎元年進士。歷平原知縣、禮科給事中。疏陳近日文武薦舉冒濫，命禁之。轉吏科給事中，請督撫司道有巧騙規卸者，吏科參處。
2. ↑  錢海岳《南明史·卷三十二·列傳第八》：趙之龍薦用陳爾翼，復疏廢臣入國，明禁森嚴，乃大膽僉邪敢藐視君父。楊兆升復官，于之英請襲臨安伯，再疏力言不可。時諸臣日尋報復，上言當以光復故業為大翻案，以盪滅寇敵為真報仇，不省。擢太常少卿。